# Dorsale Alpha

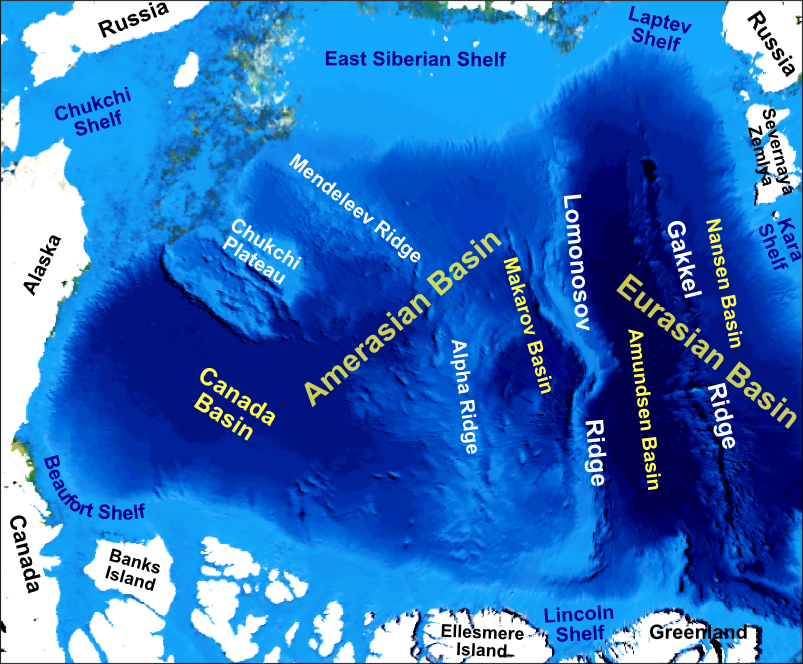
Lieux topographiques et bathymétriques principaux de l'océan Arctique

La dorsale Alpha est une dorsale océanique située au nord du bassin du Canada, entre celui-ci et la dorsale de Lomonossov, et à l'ouest des îles de la Reine-Élisabeth, plus précisément au large de l'île d'Ellesmere, dans l'océan Arctique.
Elle a été active lors de la formation du bassin amérasien (en). Elle a été découverte en 1963. L'altitude la plus élevée est d'environ 2 700 m au-dessus du plancher océanique. Elle est de 200 à 450 km de large. La dorsale Alpha, la dorsale Lomonosov et la dorsale de Gakkel sont les trois dorsales principales qui divisent le fond de l'Océan Arctique  et sont généralement parallèles les unes aux autres.
L'Expédition Canadienne pour l'Étude de la dorsale Alpha (CESAR) de 1983 paraît établir que la dorsale Alpha est une extension du continent nord-américain, à partir de l'île d'Ellesmere, ce qui donnerait au Canada la possibilité de réclamer des droits sur les ressources de la région, en particulier le pétrole, selon le droit de la mer de l'Organisation des Nations unies. Il n'y a pas de conclusion définitive à la question et une partie de la recherche prévue pour le brise-glace (Aurora Borealis (en)) est le forage de la dorsale Alpha pour recueillir plus de données .
D'autres recherches suggèrent que la dorsale est une conséquence du mode de développement de l'océan .
La formation Strand Fiord (en) sur le nord-ouest et le centre-ouest de l'île Axel Heiberg est interprétée de manière à représenter l'extension vers le craton de la dorsale Alpha .
La dorsale Alpha fait partie de la Grande Province Ignée de l'extrême-Arctique (en).